# أولكسندر جفوزديك
أولكسندر جفوزديك (بالأوكرانية: Гвоздик Олександр Сергійович)‏ (مواليد 15 أبريل 1987) هو ملاكم أوكراني، مثّل بلاده في الألعاب الأولمبية الصيفية 2012.

## روابط خارجية
أولكسندر جفوزديك على موقع بوكس ريك (الإنجليزية) (registration required)
- أولكسندر جفوزديك على موقع أوليمبيديا (الإنجليزية)